# Renée Blondeau
Pour les articles homonymes, voir Blondeau.
Renée Blondeau, aussi appelée Renée Blondeau-Bellecroix, née le 10 mai 1918 à Montreuil et morte le 15 février 1969 à Paris, est une nageuse française.

## Biographie

### Famille
Renée Marie Françoise Blondeau naît à Montreuil en 1928, fille de Marie Adolphe André Blondeau, représentant de commerce, et de Mathilde Henriette Thérèse Meire, son épouse. 
Renée Blondeau est la sœur de la nageuse Thérèse Blondeau. 

### Carrière sportive
Renée Blondeau est championne de France scolaire en nage libre en 1931. 
Elle est membre de l'équipe de France aux Jeux olympiques d'été de 1936 à Berlin ; elle est éliminée en séries du 100 mètres nage libre. 
En club, elle a été licenciée aux Mouettes de Paris. Elle a été quatre fois championne de France de natation sur 100 mètres nage libre (1933, 1934, 1935 et 1936), mais, souffrante, abandonne la compétition en 1937. Elle reprend l'entraînement trois ans plus tard, peu avant son mariage à Châteauroux avec Maurice Belle-Croix, pilote d'essai à la S.N.C.A.S.O,. Le temps de la guerre, le couple s'établit à Bordeaux. 
Malgré son retour à Paris, la carrière de Renée Blondeau ne reprend pas après-guerre et son record sur 100 m nage libre est battu en 1948 par Josette Delmas.
Renée Blondeau meurt en 1969, à l'âge de 50 ans, à l'hôpital Cochin.